# Natalja Pietrusiowa
Natalja Anatoljewna Pietrusiowa (ros. Наталья Анатольевна Петрусёва, ur. 2 września 1955 w Pawłowskim Posadzie) – rosyjska łyżwiarka szybka reprezentująca ZSRR, wielokrotna medalistka olimpijska oraz wielokrotna medalistka mistrzostw świata i Europy.

## Kariera
Specjalizowała się w dystansach sprinterskich, choć stawała także na podium w wieloboju. Pierwszy sukces w karierze osiągnęła w 1979 roku, kiedy podczas wielobojowych mistrzostw świata w Hadze zdobyła srebrny medal. W zawodach tych wyprzedziła ją jedynie Amerykanka Beth Heiden, a trzecie zajęła Sylvia Burka z Kanady. W 1980 roku wzięła udział w igrzyskach olimpijskich w Lake Placid, gdzie w swoim pierwszym starcie, biegu na 500 m, zdobyła brązowy medal, przegrywając tylko z Karin Enke z NRD i Leah Mueller-Poulos z USA. Dwa dni później zdobyła złoty medal i ustanowiła nowy rekord olimpijski na dystansie 1000 m. Była też ósma w biegach na 1500 i 3000 m. W tym samym roku wielobojowych mistrzostwach świata w Hamar. Kolejne trzy medale zdobyła w 1981 roku, zwyciężając na wielobojowych mistrzostwach świata w Sainte-Foy oraz mistrzostwach Europy w Heerenveen i zdobywając brązowy medal podczas mistrzostw świata w wieloboju sprinterskim w Grenoble. Zwyciężyła też na rozgrywanych rok później mistrzostwach świata w wieloboju sprinterskim w Alkmaar i mistrzostwach Europy w Heerenveen, a wielobojowe mistrzostwach świata w Inzell ukończyła na trzeciej pozycji. Tylko Karin Enke wyprzedziła ją na mistrzostwach świata w wieloboju sprinterskim w Helsinkach w 1983 roku, a mistrzostwach Europy w Helsinkach przegrała tylko z Andreą Schöne i Karin Enke. W 1984 roku wystartowała na igrzyskach olimpijskich w Sarajewie, zdobywając brązowe medale w biegach na 1000 i 1500 m. Były to ostatnie medale zdobyte przez Pietrusiową na arenie międzynarodowej. W pozostałych biegach zajęła szóste miejsce w biegu na 500 m i dziewiąte na dystansie 3000 m. Blisko kolejnego trofeum była na wielobojowych mistrzostwach świata w Deventer w 1984 roku, jednak walkę o medal przegrała z Gabi Schönbrunn i ostatecznie zajęła czwarte miejsce. Była mistrzynią ZSRR w wieloboju w latach 1980-1982 oraz wieloboju sprinterskim w latach 1980-1981. Ponadto zdobyła osiem tytułów na dystansach: na 500 m w latach 1979 i 1982, 1000 m w 1981 roku, 1500 m w latach 1981-1982 oraz na 3000 m w latach 1978 i 1980-1981.
Ustanowiła łącznie 12 rekordów świata (w tym dwa nieoficjalne).
Po zakończeniu kariery pracowała jako trener. Prowadziła między innymi reprezentację Rosji podczas igrzysk olimpijskich w Salt Lake City.
Jej mężem jest były radziecki panczenista Władimir Komarow.

### Mistrzostwa świata
- Mistrzostwa świata w wieloboju
  - złoto – 1980, 1981
  - srebro – 1979
  - brąz – 1982
- Mistrzostwa świata w wieloboju sprinterskim
  - złoto – 1982
  - srebro – 1983
  - brąz – 1981